# Vodilka kanadská
Vodilka kanadská (Hydrastis canadensis) je rostlina rozšířená ve východních oblastech Severní Ameriky. Jedná se o jediný druh rodu vodilka (Hydrastis) z čeledi pryskyřníkovitých (Ranunculaceae).

## Popis
Vodilka kanadská je 20–50 cm vysoká vytrvalá bylina s dlanitě členěnými listy. Květy vynikají množstvím tyčinek, nenápadné okvětí opadává brzy po rozkvětu. Plodem jsou jednosemenné červené peckovičky v kulovitém souplodí. Kořeny jsou na řezu zářivě žluté. Vyrůstá převážně v listnatých lesích, do nadmořských výšek kolem 1200 m., s oblibou na hlinitých půdách.

## Využití
Severoamerickými indiány hojně využívaná léčivá rostlina, používaná jako žaludeční lék, na jaterní choroby a na všechny záněty. Obsahuje alkaloidy berberin a hydrastin.